# ال (خواننده کره جنوبی)
کیم میونگ سو (به کره‌ای: 김명수) (متولد ۱۳ مارس ۱۹۹۲)، معروف به ال، خواننده و بازیگر کره جنوبی است. وی در سال ۲۰۱۰ به عنوان خواننده گروه پسران اینفینیت دیبوت کرد و در سال ۲۰۱۴ به عنوان عضوی از زیر گروه اینفینیت اف به فعالیت خود ادامه داد. او در اوت ۲۰۱۹ وولیم اینترتیمنت را ترک کرد اما همچنان به عضویت در این گروه ادامه خواهد داد.

## فیلم شناسی
| سال  | عنوان                    | کاراکتر     |          |
| ---- | ------------------------ | ----------- | -------- |
| ۲۰۱۶ | مرد گربه ای من           | جونگ هو یون |          |
| سال  | عنوان                    | کاراکتر     | شبکه     |
| ۲۰۱۱ | جیو                      | جیو         | آساهی    |
| ۲۰۱۳ | خورشید ارباب             | جونگ ون     | اس بی اس |
| ۲۰۱۴ | بانوی مجرد حیله‌گر        | یو هان      | ام‌بی‌سی   |
| ۲۰۱۴ | دختر دوست‌داشتنی من       | شی وو       | اس بی اس |
| ۲۰۱۵ | زمانی که عاشق نبودیم     | سونگ جو     | اس بی اس |
| ۲۰۱۷ | فرمانروای نقابدار        | یی سون      | ام‌بی‌سی   |
| ۲۰۱۸ | خانم حمورابی             | با رون      | جی‌تی‌بی‌سی |
| ۲۰۱۹ | آخرین مأموریت فرشته: عشق | کیم دان     | کی‌بی‌اس۲  |
| ۲۰۲۰ | خوش آمدی                 | یونگ جو     | کی‌بی‌اس۲  |
| ۲۰۲۱ | بازرس مخفی سلطنتی        | یی گیوم     | کی‌بی‌اس۲  |
| ۲۰۲۳ | اعداد                    | جانگ هو وو  | ام‌بی‌سی   |

| سال  | عنوان      | کاراکتر | پلتفرم            | توضیح      |
| ---- | ---------- | ------- | ----------------- | ---------- |
| ۲۰۱۶ | یک‌بار دیگر | یو تان  | KBS ژاپن، نتفلیکس | مینی سریال |